# Joseph Wright Jr.
Joseph George Harris Wright Jr. (Toronto, 28 marzo 1906 – Toronto, 7 giugno 1981) è stato un canottiere canadese.
Anche il padre Joseph Wright è stato un canottiere olimpico.

## Palmarès

### Olimpiadi
- 1 medaglia:
  - 1 argento (Amsterdam 1928 nel due di coppia)